# Бартоломе (остров)
Бартоломе́ (исп. Isla Bartolomé) — остров в составе островов Галапагос, из группы молодых в геологическом смысле островов архипелага.

## Этимология
Название острова происходит от имени друга Чарльза Дарвина — Бартоломью Джеймса Саливана (англ. Bartholomew Sulivan), который был капитаном корабля «Бигль».

## География
Расположен возле восточного побережья острова Сан-Сальвадор. Площадь — 1,24 км², наивысшая точка — 114 метров. Главной достопримечательностью Бартоломе является скала Пиннакл (существуют многочисленные её фотографии) и ландшафты, считающиеся одними из самых красивых среди всех островов Галапагос.
Растительность острова представлена в основном сухими кустарниками и кактусом из рода брахицереус. Фауна включает в себя галапагосских пингвинов (Spheniscus mendiculus), зелёных черепах (Chelonia mydas), гнездящихся здесь в период размножения, пятнистых скатов (Aetobatus narinari) и длиннокрылых акул (Carcharhinus longimanus).

## Туризм
На северной оконечности Бартоломе существуют пляжи, на которых туристы имеют возможность плавать с рыбами, морскими львами и галапагосскими пингвинами.